# ماريا دولوريس دي كوسبيديل
ماريا دولوريس دي كوسبيديل غارسيا (بالإسبانية: María Dolores Cospedal García)‏ هي سياسية إسبانية من الحزب الشعبي ولدت في يوم 13 ديسمبر 1965 في مدينة مدريد في إسبانيا. أكملت دراسة القانون في جامعة سي إي يو سان بابلو في مدريد. انتخبت كعضوة في مجلس الشيوخ الإسباني في سنة 2006 وخدمت في المجلس حتى سنة 2011. اختيرت كسكرتيرة الحزب الشعبي من سنة 2008 إلى سنة 2018. أصبحت رئيسة مقاطعة قشتالة والمنشف من سنة 2011 إلى سنة 2015. في سنة 2016 اختارها رئيس الوزراء ماريانو راخوي وشغلت المنصب حتى سنة 2018.